# Зематаль
Зематаль (нем. Sehmatal) — община в Германии, в земле Саксония. Подчиняется административному округу Кемниц. Входит в состав района Эрцгебирге.  Население составляет 6988 человек (на 31 декабря 2011 года). Занимает площадь 44,45 км².
Коммуна подразделяется на 3 сельских округа.